# USS Neunzer (DE-150)
USS Neunzer (DE-150) là một tàu hộ tống khu trục lớp Edsall từng phục vụ cùng Hải quân Hoa Kỳ trong Chiến tranh Thế giới thứ hai. Nó là chiếc tàu chiến duy nhất của Hải quân Hoa Kỳ được đặt cái tên này, theo tên hạ sĩ quan cơ khí Weimar Edmund Neunzer (1912-1942), người từng phục vụ cùng Liên đội Tuần tra 43 hoạt động động tại khu vực quần đảo Aleut, đã tử trận ngày 2 tháng 7, 1942 và được truy tặng Huân chương Không lực. Nó đã phục vụ cho đến khi chiến tranh kết thúc, xuất biên chế năm 1947, rồi bị bán để tháo dỡ vào năm 1979. Neunzer được tặng thưởng một Ngôi sao Chiến trận do thành tích phục vụ trong Thế Chiến II.

## Thiết kế và chế tạo
Lớp Edsall có thiết kế hầu như tương tự với lớp Cannon dẫn trước; khác biệt chủ yếu là ở hệ thống động lực Kiểu FMR do được trang bị động cơ diesel Fairbanks-Morse dẫn động qua hộp số giảm tốc đến trục chân vịt. Đây là cấu hình động cơ được áp dụng rộng rãi trên tàu ngầm, được chứng tỏ là có độ tin cậy cao hơn so với lớp Cannon.
Vũ khí trang bị bao gồm ba pháo 3 in (76 mm)/50 cal trên tháp pháo nòng đơn có thể đối hạm hoặc phòng không, một khẩu đội pháo phòng không Bofors 40 mm nòng đôi và tám pháo phòng không Oerlikon 20 mm. Vũ khí chống ngầm bao gồm một dàn súng cối chống tàu ngầm Hedgehog Mk. 10 (có 24 nòng và mang theo 144 quả đạn); hai đường ray Mk. 9 và tám máy phóng K3 Mk. 6 để thả mìn sâu. Con tàu vẫn giữ lại ba ống phóng ngư lôi Mark 15 21 inch (533 mm), và được trang bị radar SC dò tìm không trung và mặt biển. Thủy thủ đoàn đầy đủ bao gồm 186 sĩ quan và thủy thủ.
Neunzer được đặt lườn tại xưởng tàu của hãng Consolidated Steel Corporation ở Orange, Texas vào ngày 29 tháng 1, 1943. Nó được hạ thủy vào ngày 1 tháng 6, 1943, được đỡ đầu bởi bà Weimar E. Neunzer, vợ góa hạ sĩ quan Neunzer, và nhập biên chế cùng Hải quân Hoa Kỳ vào ngày 27 tháng 9, 1943 dưới quyền chỉ huy của Hạm trưởng, Đại úy Hải quân John Everett Greenbacker.

## Lịch sử hoạt động
Neunzer đi đến Galveston, Texas, rồi đến New Orleans, Louisiana để tiếp tục được trang bị. Trong tháng 10 và tháng 11, 1943, nó tiến hành chạy thử máy huấn luyện ngoài khơi Bermuda, rồi đi ngang qua Quonset Point, Rhode Island để đến Charleston, South Carolina. Trong gần một tháng tiếp theo nó hoạt động cùng đội nghiên cứu Hạm đội Đại Tây Dương để phát triển thiết bị chống ngầm mới.
Sau khi hộ tống một đoàn tàu chuyển quân xuất phát từ Boston, Massachusetts và đi đến New York để tham gia một đoàn tàu vận tải vượt Đại Tây Dương hướng sang Anh, Neunzer đi đến Norfolk, Virginia để gia nhập Lực lượng Đặc nhiệm 62 vào ngày 1 tháng 1, 1944. Lực lượng này hộ tống một đoàn tàu vận tải lớn đi sang Địa Trung Hải, và ở lại Gibraltar trong tám ngày trước khi lên đường quay trở về. Trong chặng quay trở về Hoa Kỳ, nó hộ tống năm tàu ngầm của Hải quân Ý đến Bermuda nhằm mục đích huấn luyện. Trên đường đi nó đã tiếp nhiên liệu trên biển cho hai tàu ngầm, bơm 12.000 gal Mỹ (45.000 L) nhiên liệu qua vòi chữa cháy và ống dẫn nước chữa cháy dài 200 ft (61 m).
Sau hai chuyến hộ tống vận tải khác sang khu vực Địa Trung Hải, Neunzer được cho tách khỏi Lực lượng Đặc nhiệm 62 để gia nhập một đội đặc nhiệm tìm-diệt tàu ngầm, được hình thành chung quanh tàu sân bay hộ tống USS Guadalcanal (CVE-60). Đơn vị này hoạt động tuần tra dọc theo các tuyến đường hàng hải vượt Đại Tây Dương để truy lùng tàu ngầm U-boat Đức. Sau khi thực hành huấn luyện tại khu vực Casco Bay, Maine và Bermuda, đội đặc nhiệm thực hiện hai chuyến tuần tra tại khu vực Trung tâm Đại Tây Dương, được tiếp nhiên liệu tại Bermuda, nhưng cả hai chuyến đi đều không tìm thấy đối thủ. Con tàu quay trở về New York vào cuối tháng 8.
Đội đặc nhiệm lại lên đường tuần tra vào tháng 10, lần này trên các tuyến đường hàng hải tại Bắc Đại Tây Dương. Họ không phát hiện được chiếc U-boat nào, mà lại phải chịu đựng một cơn bão mạnh vốn đã gây hư hại trên một số con tàu. Chuyến tuần tra phải hủy bỏ, và đơn vị được tiếp nhiên liệu tại Ponta Delgada, Azores trước khi quay trở về cảng vào đầu tháng 11. Họ lại rời Norfolk vào ngày 1 tháng 12 cho một lượt huấn luyện ngắn tại Bermuda, rồi đi đến Jacksonville, Florida để huấn luyện phi công tàu sân bay trong năm tuần lễ. Đội đặc nhiệm đi đến vịnh Guantánamo, Cuba vào cuối tháng 1, 1945 để thực hành trong hai tuần lễ, và sau đó Neunzer quay trở về New York để đại tu.
Trong một nỗ lực cuối cùng của Hải quân Đức Quốc xã nhằm đảo ngược tình thế trong Trận chiến Đại Tây Dương, thế hệ tàu U-boat mới được trang bị ống hơi, cho phép lấy không khí để vận hành động cơ diesel mà không cần phải nổi lên mặt nước; và như thế đối phương trở nên khó phát hiện hơn. Phía Đồng Minh đối phó bằng cách tung ra Chiến dịch Teardrop, hình thành nên một hàng rào ngăn chặn ngoài khơi bờ biển Đại Tây Dương để chống sự xâm nhập của U-boat. Vì vậy Neunzer bất ngờ được huy động vào nữa đêm ngày 8 tháng 4 để đi đến Newfoundland, và sau khi được tiếp nhiên liệu tại Argentia, đã lên đường vào ngày 19 tháng 4 để hoạt động cùng một trong những đội đặc nhiệm tìm-diệt tàu ngầm dọc theo hàng rào Đại Tây Dương giữa St. John's, Newfoundland và Fayal, Azores.
Vào ngày 24 tháng 4, trong lúc theo dõi một mục tiêu nghi ngờ là tàu ngầm U-boat đối phương ở vị trí về phía Tây Bắc quần đảo Azores, tàu hộ tống khu trục chị em Frederick C. Davis (DE-136) bị trúng ngư lôi phóng từ chiếc U-546, bị vỡ làm đôi và đắm với tổn thất nhân mạng nặng nề. Tám tàu hộ tống khu trục khác lập tức tham gia trận chiến; Neunzer và Hayter (DE-212) truy tìm đối phương trong khi Pillsbury (DE-133) lượn vòng quanh khu vực còn Flaherty (DE-135) cứu vớt những người sống sót. Flaherty phát hiện đối thủ trong vòng một giờ và phối hợp cùng Pillsbury để tấn công. Chiếc U-boat lặn xuống độ sâu 600 ft (180 m) để lẩn tránh, và tín hiệu sonar bị mất trong khoảng thời gian từ 10 giờ 45 phút đến 12 giờ 01 phút, khi các chiếc Varian (DE-798), Janssen (DE-396) và Hubbard (DE-211) bắt đầu một lượt tấn công mới.
Neunzer bước vào trận chiến sau các lượt tấn công của các con tàu khác, phối hợp cùng Varian và Hubbard dưới sự chỉ đạo của chiếc USS Chatelain (DE-149). Tín hiệu sonar lại bị mất lúc khoảng 16 giờ 00, và Chatelain cùng Neunzer được lệnh quay trở lại vị trí trên hàng rào ngăn chặn. Khu vực tìm kiếm được mở rộng hầu không cho chiếc U-boat chạy thoát, rồi Varian bắt được tín hiệu mục tiêu trở lại lúc 17 giờ 31 phút và Flaherty bước vào tấn công. Nó khai hỏa lúc 18 giờ 10 phút, bốn phút sau một vệt dầu loang nổi lên mặt nước; Flaherty tung ra một lượt tấn công khác bằng súng cối chống ngầm Hedgehog lúc 18 giờ 28 phút, và đến 18 giờ 38 phút chiếc U-boat buộc phải trồi lên mặt nước. Mọi con tàu trong tầm bắn đều nổ súng, và đến 18 giờ 44 phút,  sau hơn mười giờ rưỡi tấn công, U-546 bị đánh chìm tại tọa độ 43°53′B 40°07′T / 43,883°B 40,117°T; 26 thành viên thủy thủ đoàn chiếc U-boat đã tử trận, và 33 người khác sống sót bao gồm hạm trưởng bị bắt làm tù binh.
Sau khi chiến tranh kết thúc tại Châu Âu, Neunzer quay trở lại trong hai tuần New York, trước khi lên đường vào ngày 25 tháng 5 cho chuyến hộ tống vận tải vượt Đại Tây Dương cuối cùng của Thế Chiến II từ New York đến Southampton, Anh. Nó quay trở về một mình và ở lại cảng New York từ ngày 15 tháng 6 đến ngày 6 tháng 7. Con tàu đi đến Casco Bay, Maine để thực hành huấn luyện, và phục vụ như mục tiêu cho huấn luyện tại Trung tâm Huấn luyện Xuồng phóng lôi tại Melville, Rhode Island. Đi đến New London, Connecticut vào ngày 1 tháng 8, nó tháp tùng tàu ngầm U-505, vốn bị đội đặc nhiệm của tàu sân bay Guadalcanal chiếm giữ vào tháng 6, 1944, trong một chuyến đi trình diễn tại các cảng dọc theo bờ Đông Hoa Kỳ và vịnh Mexico. Đợt trình diễn này kéo dài cho đến cuối năm 1945.
Neunzer tiếp tục hoạt động tại khu vực bờ biển Đại Tây Dương cho đến khi được cho xuất biên chế vào tháng 1, 1947, và được đưa về Hạm đội Dự bị Đại Tây Dương. Con tàu bị bỏ không tại Philadelphia, Pennsylvania cho đến thập niên 1970. Tên nó được cho rút khỏi danh sách Đăng bạ Hải quân vào ngày 1 tháng 7, 1972, và con tàu sau cùng bị bán để tháo dỡ vào ngày 1 tháng 11, 1973.

## Phần thưởng
Neunzer được tặng thưởng một Ngôi sao Chiến trận do thành tích phục vụ trong Thế Chiến II.
|  | Bronze star |

| Huân chương Chiến dịch Hoa Kỳ | Huân chương Chiến dịch Châu Âu-Châu Phi-Trung Đông với 1 Ngôi sao Chiến trận | Huân chương Chiến thắng Thế Chiến II |